# Jarosław Narkiewicz
Jaroslavas Narkevičius (poln. Jarosław Narkiewicz; * 1. Januar 1962 in Trakai) ist ein litauischer Politiker polnischer Herkunft. Von  August 2019  bis November 2020 war er Verkehrsminister Litauens und von 2008 bis 2020 Parlamentsmitglied,  Parlament-Vizepräsident (2012–2016).

## Leben
Nach dem Abitur 1979 an der Mittelschule absolvierte Jaroslavas Narkevičius das Diplomstudium der Mathematik am Staatlichen Pädagogischen Institut in Vilnius und wurde Lehrer. Von 1983 bis 1984 arbeitete er in Salkininkai, von 1984 bis 2001 in Šklėriai bei Trakai, wo er von 1987 bis 2001 Hauptschuldirektor war.
Von 2000 bis 2008 war Jaroslavas Narkevičius Mitglied im Rat der Rajongemeinde Trakai. Von 2002 bis 2008 arbeitete er in der Verwaltung der Rajongemeinde Vilnius.
Von 2008 bis 2020 war er Mitglied im Seimas, vom 18. Dezember 2012 bis November 2016 stellvertretender Vorsitzender im 11. Seimas. 2016 wurde er ins Parlament gewählt. Im August 2019 wurde er Minister (statt Rokas Masiulis). Im Dezember 2019 forderte der litauische Präsident Gitanas Nausėda, das Amt zu verlassen, da Narkevičius sein Vertrauen verlor. Den Minister verteidigte der Premierminister Skvernelis und war damit nicht einverstanden.
Jaroslavas Narkevičius ist Mitglied von Lietuvos lenkų rinkimų akcija.
Jaroslavas Narkevičius spricht polnisch, russisch und litauisch.

## Familie
Jaroslavas Narkevičius ist verheiratet. Mit seiner Frau Irena hat er die Töchtern Karolina und Katažyna.